# Cetonia cypriaca
Cetonia cypriaca är en skalbaggsart som beskrevs av Alexis 1994. Cetonia cypriaca ingår i släktet Cetonia och familjen Cetoniidae. Inga underarter finns listade i Catalogue of Life.